# 繁枝軸孔珊瑚
繁枝軸孔珊瑚（学名：Acropora acuminata）为軸孔珊瑚科軸孔珊瑚屬下的一个种。